# Цей сердитий вік
«Це сердитий вік» («Гребля проти Тихого океану», англ. This Angry Age, фр. Barrage contre le Pacifique) — кінофільм режисера Рене Клемана. Перша екранізація роману Марґеріт Дюрас «Гребля проти Тихого океану» (1950).

## Сюжет
Дія стрічки розгортається у 1930-х роках в Індокитаї, де в нелегких умовах живе овдовіла мадам Дюфрен зі своїми дітьми — двадцятирічним сином Джозефом (Ентоні Перкінс) та шістнадцятирічною донькою Сюзаною (Сільвана Мангано). Вони власники рисової плантації, що потрапили в стихійне лихо в результаті прориву греблі. В таких умовах відбувається боротьба не лише зі стихією, а й з власними почуттями.

## В ролях
| Актор            | Роль          |
| ---------------- | ------------- |
| Сільвана Мангано | Сюзана Дюфрен |
| Ентоні Перкінс   | Джозеф Дюфрен |
| Річард Конте     | Мішель        |
| Джо Ван Фліт     | мадам Дюфрен  |
| Гуїдо Челано     | Барт          |
| Нехемія Персофф  | Альберт       |
| Аліда Валлі      | Клаудіа       |